# ダロル火山
ダロル火山はエチオピアのエトラエール山脈の北東、アファール州ダナキル砂漠に位置するスコリア丘火山である。爆発により生じたマールと呼ばれるクレーター状の地形で、中新世に玄武岩質のマグマが堆積した塩に侵入し、その後の熱水活動により形成された。
1926年に起きた水蒸気噴火によりダロル火山が形成された。付近の塩干潟にも、いくつもの噴火クレーターの跡が点在する。火口は海抜マイナス45m～50mほどで、陸地にある火山としては世界で最も低い噴火口として知られる。
付近一帯にはいくつもの食塩泉や酸性泉が湧き、間欠泉により形成された円錐形の塩の塊がみられる。
「ダロル」はアファル人の言葉で「溶解」「崩壊」を意味する。緑色をした強酸性（pH1未満）の池のほか、酸化鉄や硫黄、塩などにより構成された、色鮮やかで荒涼とした、地球上とは思えない光景が広がっている。このため観光客に人気があり、エチオピア北部の都市メケレから3泊4日程度のツアーが出ているが、治安が悪いため武装した護衛が必須である。
噴火による硫黄の燃焼で、夜間には青い炎が広がる光景が見られる。

## ギャラリー

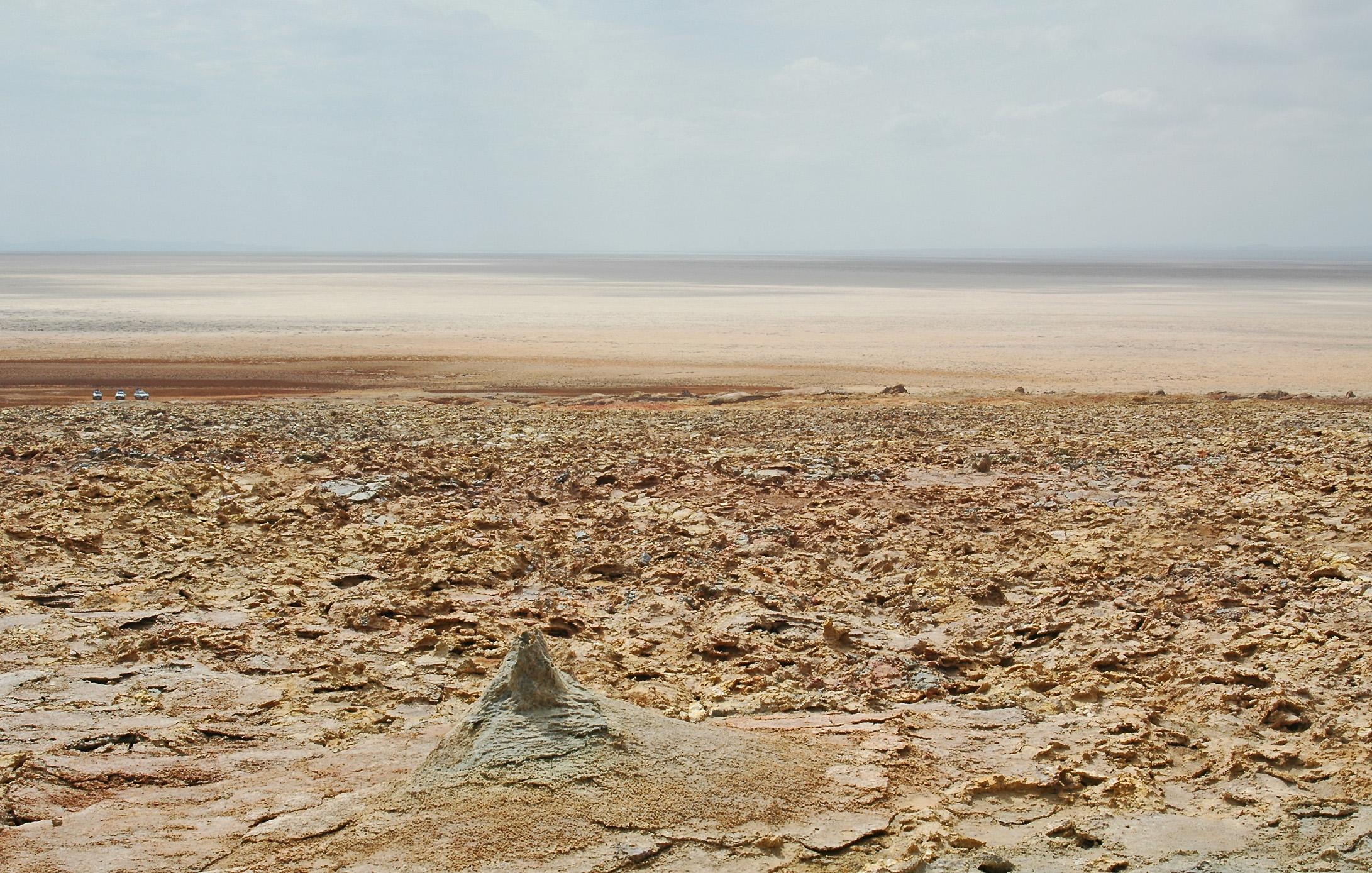
ダロル火山から見たダナキル砂漠
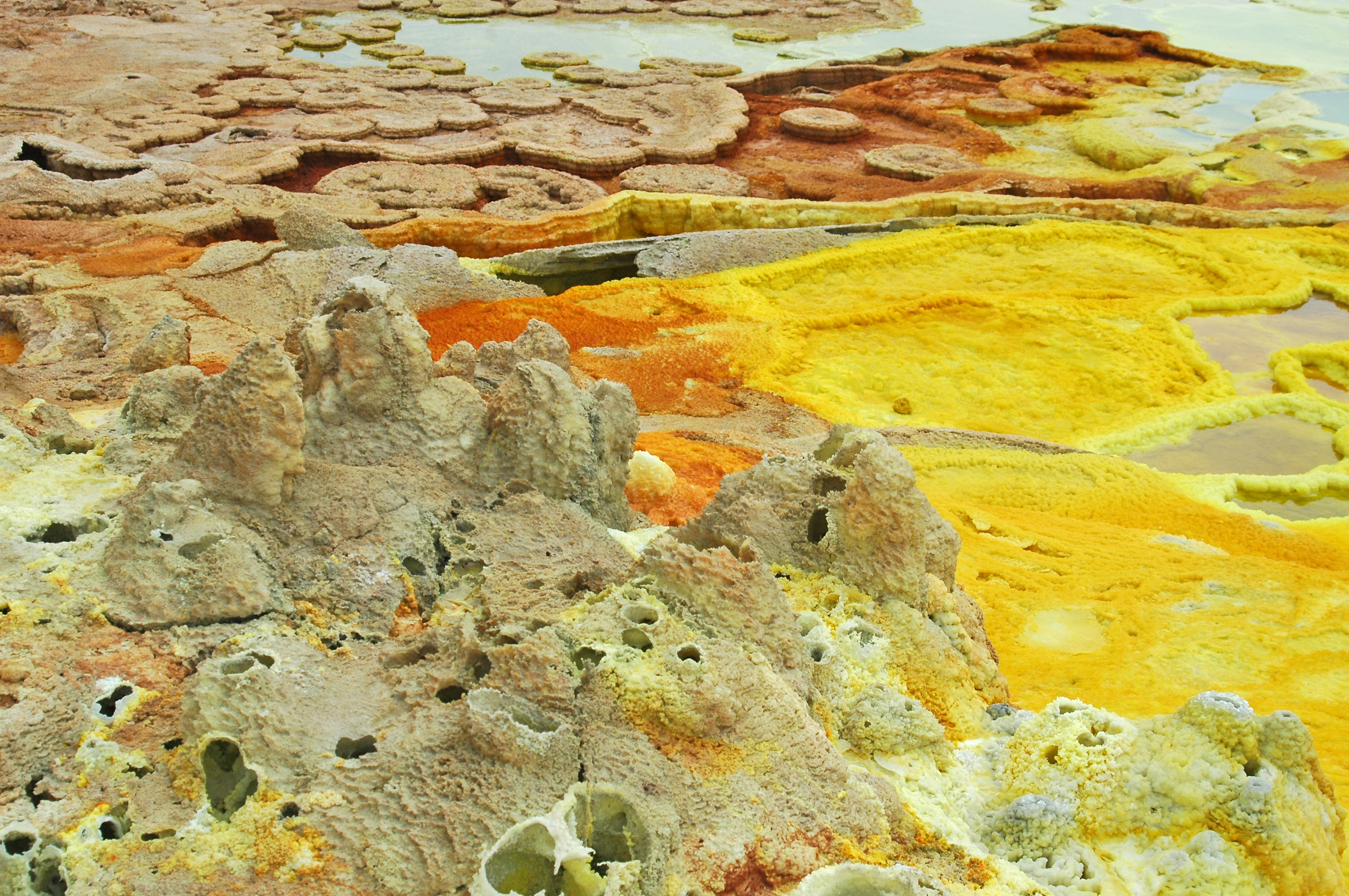
ダロル火山の、塩と硫黄の地層
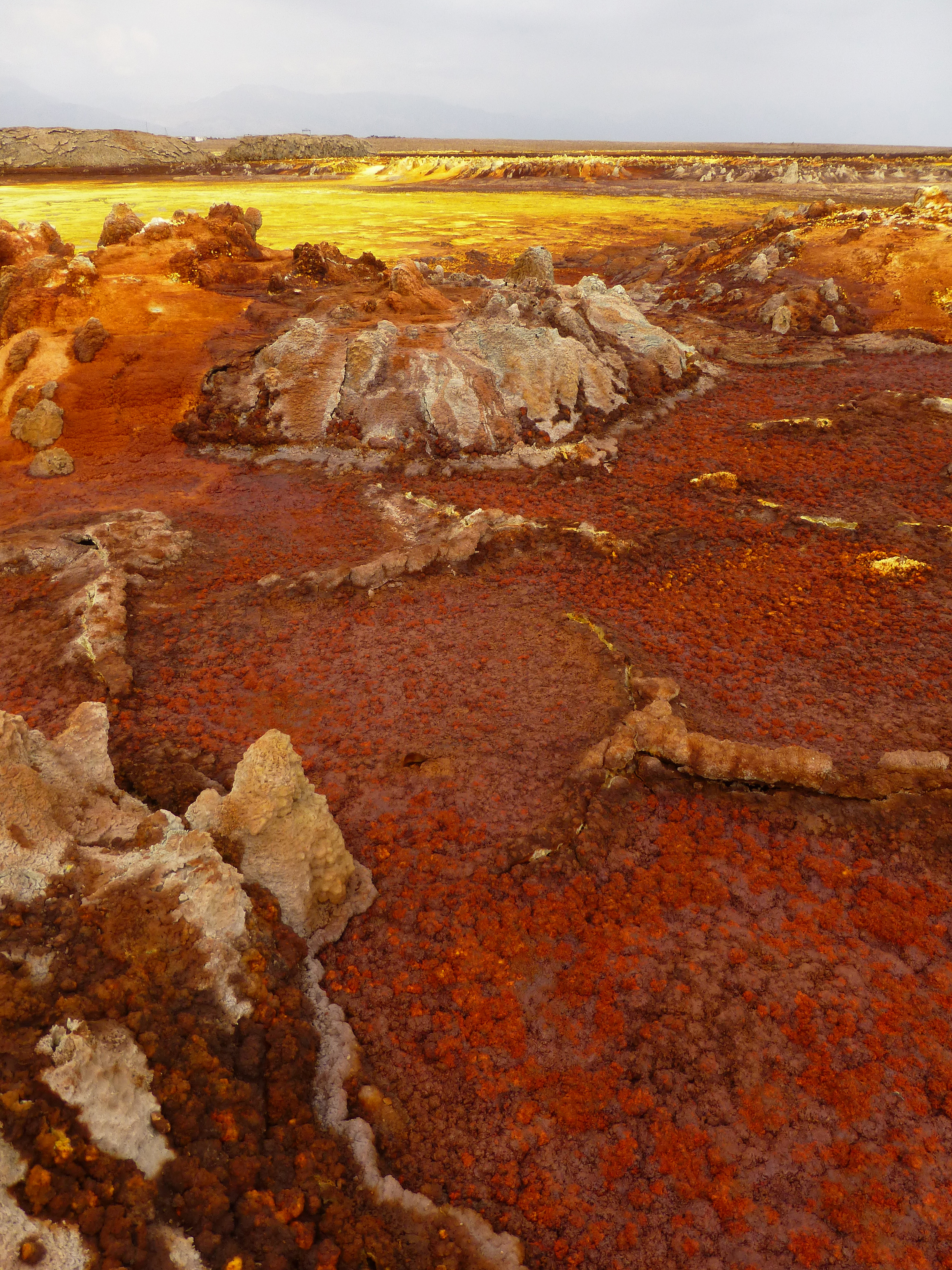
ダロル火山の光景
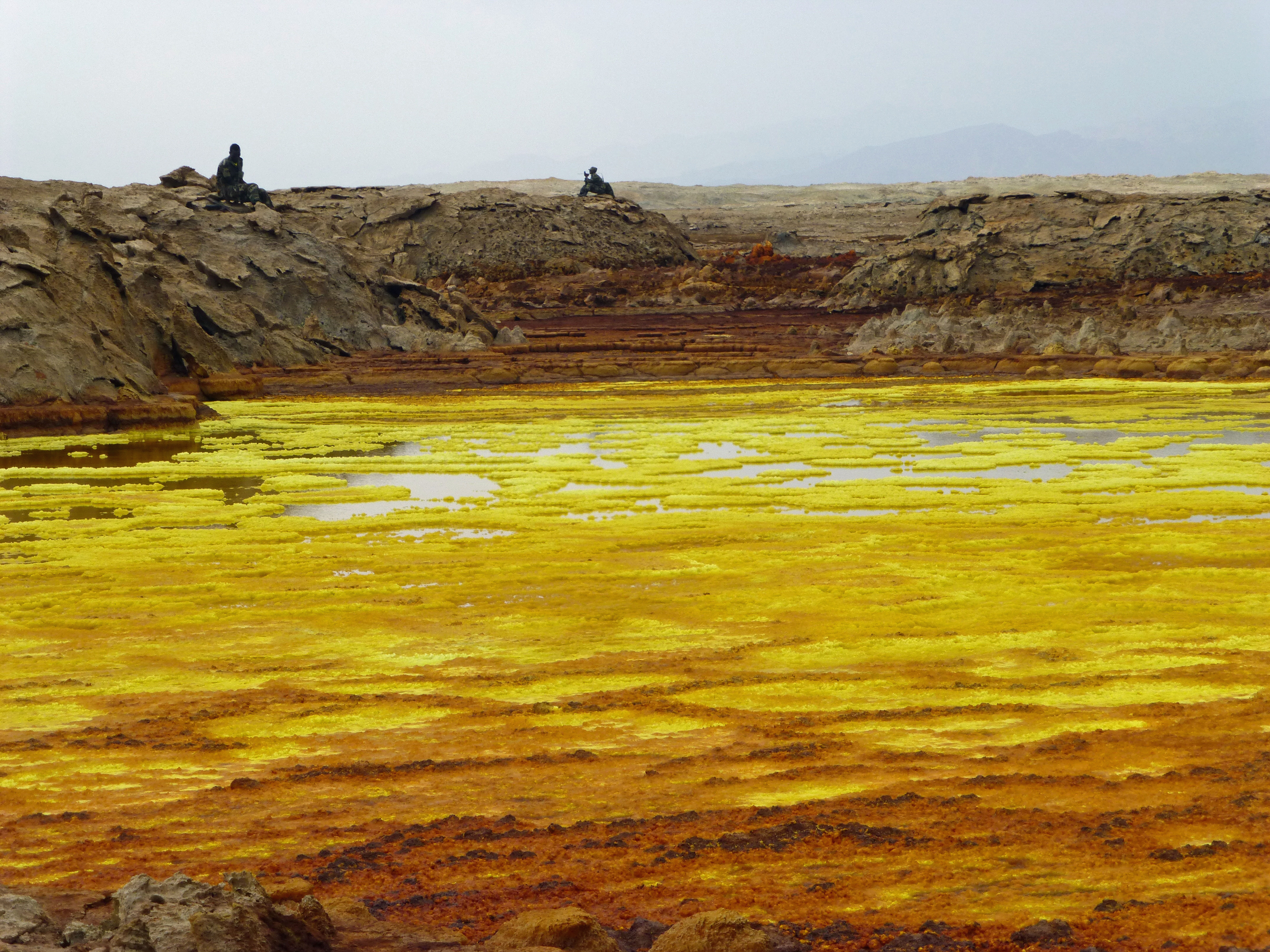
周囲の温泉と現地の兵隊（人とのサイズ比較）